# Lene Thomsen
Lene Thomsen (født 26. maj 1983 i Haderslev) er en dansk håndboldspiller, der i perioden 2005-2008 har spillet i Viborg HK og med dem blandt andet vundet DM guld i 2006 og 2008 samt Champions League i 2006.

## Karriere
Lene Thomsen begyndte at spille håndbold som 7-årig i Næsset IF. Sit gennembrud fik hun i KIF Vejen, og hun blev her udtaget til landsholdet, hvor hun fik debut 26. november 2003. Også Viborg fik øjnene op for den hårdt skydende back, men hun fik ikke helt den succes i klubben, som hun nok havde håbet, idet hun kom til at stå i skyggen af spillere som Rikke Skov og Bojana Popovic. Derfor valgte hun at skifte at skifte til Frederikshavn FOX Team Nord i sommerpausen 2008. 

### Knæskade
Den 16. september 2008 fik hun en alvorlig knæskade under et træningspas, hvor hendes knæskal kom ud af led og hun måtte køres med ambulance på Hjørring Sygehus. Dette kom til at betyde et karrierestop i en alder af 27 år.

## Landsholdskarriere
Thomsen har spillet 47 A-landsholdskampe og scoret 77 mål (pr. 2008). Hun har desuden spillet 32 U-landsholdskampe (90 mål) og 9 Y-landsholdskampe (24 mål).